# Adrián Campos
Adrián Campos Suñer Sr (Alzira, 17 giugno 1960 – Valencia, 28 gennaio 2021) è stato un dirigente sportivo e pilota automobilistico spagnolo, che corse anche in Formula 1 alla guida della Minardi tra il 1987 e il 1988.

## Biografia
A metà degli anni '80, ha guidato nella Formula 3 tedesca, mentre nel 1986 ha preso parte a diverse gare del campionato di Formula 3000.
Prese il via a soli 17 gran premi e soltanto due volte riuscì a vedere la bandiera scacchi senza racimolare mai un punto iridato. Nel 1994 divenne campione spagnolo di Superturismo su un Alfa Romeo 155.
Dopo essersi ritirato dall'attività agonistica è rimasto nel mondo dell'automobilismo come team manager e proprietario della  Campos Racing, team fondato nel 1997 e impegnato negli anni su diversi fronti (Formula Nissan, F3 spagnola, GP2). Fu anche il fondatore della HRT Formula 1 Team.
È morto nel 2021 all'età di 60 anni a seguito di una dissezione aortica.

## Risultati in Formula 1
| 1987 | Scuderia | Vettura |    |     |     |    |     |     |     |     |     |     |     |     |    |     |     |     |  | Punti | Pos. |
| ---- | -------- | ------- | -- | --- | --- | -- | --- | --- | --- | --- | --- | --- | --- | --- | -- | --- | --- | --- |  | ----- | ---- |
| 1987 | Minardi  | M187    | SQ | Rit | Rit | NP | Rit | Rit | Rit | Rit | Rit | Rit | Rit | Rit | 14 | Rit | Rit | Rit |  | 0     |      |

| 1988 | Scuderia | Vettura |     |    |    |    |    |  |  |  |  |  |  |  |  |  |  |  |  | Punti | Pos. |
| ---- | -------- | ------- | --- | -- | -- | -- | -- |  |  |  |  |  |  |  |  |  |  |  |  | ----- | ---- |
| 1988 | Minardi  | M188    | Rit | 16 | NQ | NQ | NQ |  |  |  |  |  |  |  |  |  |  |  |  | 0     |      |

| Legenda | 1º posto     | 2º posto | 3º posto    | A punti         | Senza punti/Non class.  | Grassetto – Pole position Corsivo – Giro più veloce |
| Legenda | Squalificato | Ritirato | Non partito | Non qualificato | Solo prove/Terzo pilota | Grassetto – Pole position Corsivo – Giro più veloce |